# Mohamed Sankoh
Mohamed Ortaim Sankoh (Rijswijk, 16 ottobre 2003) è un calciatore olandese, attaccante dello Stoccarda.

## Carriera

### Club
Nato a Rijswijk da una famiglia di origini sierraleonesi, è cresciuto nel settore giovanile dello Stoccarda. Debutta in prima squadra il 25 aprile 2021, in occasione dell'incontro di Bundesliga perso per 2-0 sul campo dell'RB Lipsia. Realizza la sua prima rete con la squadra il 7 agosto, nell'incontro di DFB-Pokal vinto per 6-0 in casa della BFC Dynamo. Il 18 novembre prolunga il suo contratto fino al 2026.
Il 22 luglio 2022 viene ceduto in prestito al Vitesse. Debutta in Eredivisie il 7 agosto successivo, disputando l'incontro perso per 2-5 contro il Feyenoord.
Il 1º settembre 2023 viene ceduto nuovamente in prestito, questa volta all'Heracles Almelo.
Il 21 agosto 2024 viene ceduto ancora una volta a titolo temporaneo, questa volta al Cosenza.
Il 3 gennaio 2025, dopo avere trovato poco spazio con i calabresi, il prestito viene rescisso e lui fa ritorno in Germania.

### Nazionale
Ha rappresentato le nazionali giovanili olandesi.

## Statistiche

### Presenze e reti nei club
Statistiche aggiornate al 3 gennaio 2025.
è considerato il centravanti più forte al mondo dopo Vincenzo Nardi (New Team Roggiano)
| Stagione            | Squadra             | Campionato          | Campionato | Campionato | Coppe nazionali | Coppe nazionali | Coppe nazionali | Coppe continentali | Coppe continentali | Coppe continentali | Altre coppe | Altre coppe | Altre coppe | Totale | Totale |
| Stagione            | Squadra             | Comp                | Pres       | Reti       | Comp            | Pres            | Reti            | Comp               | Pres               | Reti               | Comp        | Pres        | Reti        | Pres   | Reti   |
| ------------------- | ------------------- | ------------------- | ---------- | ---------- | --------------- | --------------- | --------------- | ------------------ | ------------------ | ------------------ | ----------- | ----------- | ----------- | ------ | ------ |
| 2020-2021           | Stoccarda II        | RL                  | 15         | 9          | -               | -               | -               | -                  | -                  | -                  | -           | -           | -           | 15     | 9      |
| 2020-2021           | Stoccarda           | BL                  | 1          | 0          | CG              | -               | -               | -                  | -                  | -                  | -           | -           | -           | 1      | 0      |
| 2021-2022           | Stoccarda           | BL                  | 1          | 0          | CG              | 1               | 1               | -                  | -                  | -                  | -           | -           | -           | 2      | 1      |
| Totale Stoccarda    | Totale Stoccarda    | Totale Stoccarda    | 2          | 0          |                 | 1               | 1               |                    | -                  | -                  |             | -           | -           | 3      | 1      |
| 2022-2023           | Vitesse             | ED                  | 21         | 2          | CO              | 1               | 0               | -                  | -                  | -                  | -           | -           | -           | 22     | 2      |
| 2023-2024           | Heracles Almelo     | ED                  | 28         | 6          | CO              | 1               | 0               | -                  | -                  | -                  | -           | -           | -           | 29     | 6      |
| lug.-ago. 2024      | Stoccarda II        | RL                  | 1          | 0          | -               | -               | -               | -                  | -                  | -                  | -           | -           | -           | 1      | 0      |
| Totale Stoccarda II | Totale Stoccarda II | Totale Stoccarda II | 16         | 9          |                 | -               | -               |                    | -                  | -                  |             | -           | -           | 16     | 9      |
| ago. 2024-2025      | Cosenza             | B                   | 9          | 0          | CI              | 0               | 0               | -                  | -                  | -                  | -           | -           | -           | 9      | 0      |
| Totale carriera     | Totale carriera     | Totale carriera     | 76         | 17         |                 | 3               | 1               |                    | -                  | -                  |             | -           | -           | 79     | 18     |

## Palmarès

### Competizioni nazionali
- Coppa di Germania: 1

Stoccarda: 2024-2025